# Хелмицький Павло Людвігович
Павло Людвігович Хелмицький (15 (27) липня 1855 — 28 липня 1918, Владикавказ) — російський військовий, генерал від кавалерії. З 5 липня 1910 року очолював Третю кавказьку козацьку дивізію.
Походить із польських шляхтичів, православний. Освіту здобув у Другій Санкт-Петербурзькій військовій гімназії.
У 1872 році поступив на військову службу. У 1874 році у чині прапорщика закінчив Перше військове Павлівське училище. Брав участь у російсько-турецькій війні 1877–1878 років. У 1885 році закінчив Миколаївську академію Генерального штабу й отримав звання капітана і був направлений для проходження служби у Кавказький військовий округ. Починаючи із 1888 року офіцер штабу Кавказького військового округу. З 1896 року начальник штабу Другої Кавказької козачої дивізії. У 1990 призначений командиром Першого Катеринодарського полку Кубанського козачого війська, генерал-майор (1904). Від 1904 року начальник Закаспійської козачої бригади, генерал-лейтенант (1909). З 05 липня 1910 по 16 квітня 1917 року начальник третьої Кавказької козачої дивізії.
8 лютого 1912 року генерала Павла Хелмицького разом із родиною зараховано до військового козацького стану Кубанського козацького війська по станиці Келермеській.
Учасник Першої світової війни. З грудня 1914 року одночасно командував зведеним кінним корпусом у складі армій Південно-Західного фронту. 29 липня 1917 року був звільнений від служби у званні генерала від кавалерії за хворобою. Проживав у Владикавказі. Під час повстання козаків Терського козачого війська генерал Павло Хелмицький був заарештований більшовиками за непідтвердженою підозрою участі у повстанні й 28 липня 1918 року разом з сином Георгієм та двома зятями та був розстріляний більшовиками під час їх відступу із Владикавказа під натиском повсталих козаків.